# Benito Di Bella
Benito Di Bella (Palermo, 20 gennaio 1940 – Teramo, 4 agosto 2008) è stato un baritono italiano.

## Biografia
Il baritono Benito Di Bella nato a Palermo il 20 gennaio 1940, dopo aver vinto un concorso indetto dall'ENAL, ha iniziato la carriera concertistica e si è retto agli studi grazie alle borse di studio vinte nei vari concorsi di Vercelli, Spoleto, Reggio Emilia, Castrocaro, fino a che non è approdato a Pesaro, al Conservatorio Gioachino Rossini dove ha continuato a studiare e a perfezionarsi sotto la guida della maestra di canto Emma Raggi Valentini.
Ufficialmente l'attività artistica ha avuto inizio nel 1960 con il debutto in Aida a Spoleto, in realtà però, durante le stagioni estive egli già dava concerti per gli stranieri in Italia, organizzati dall'EnteTurismo.
In Italia ha cantato: alla Scala di Milano, all'Arena di Verona, al Teatro dell'Opera di Roma, al San Carlo di Napoli, al Teatro Regio di Parma, al Teatro Comunale di Firenze, al Teatro Massimo di Palermo, al Teatro Bellini di Catania, al Teatro Comunale di Bologna, al Teatro Belli di Spoleto in occasione del Festival dei Due Mondi, allo Sferisterio di Macerata, al Teatro Verdi di Trieste, al Teatro Petruzzelli di Bari, a La Fenice di Venezia, al teatro greco di Taormina, per citarne alcuni.
All'estero si è esibito in Germania allo Staatsoper di Monaco di Baviera, all'Opernhaus di Berlino, all'Opera di Stato di Colonia, allo Staatsoper di Amburgo, e poi a Francoforte, Düsseldorf, Hannover; in Francia all'Opéra di Marsiglia, Opéra Théâtre di Avignone, all'Opéra National di Bordeaux, a Tolosa,a Nizza e Orleans e in Corsica; in Austria allo Staatsoper di Vienna, a Salisburgo e a Graz; in Spagna al Real di Madrid, al Gran Teatro del Liceu di Barcellona, a Oviedo e nei teatri di Bilbao; in Grecia, in Ungheria, in Finlandia; in Portogallo al Teatro Nacional de São Carlos di Lisbona; in Belgio, a Liegi,  al Théâtre Royal de Wallonie (Macbeth di Giuseppe Verdi); negli Stati Uniti a San Francisco, Dallas, Charleston (Festival dei Due Mondi), a Miami; in Canada a Montréal; in Argentina al Teatro Colón di Buenos Aires; in Brasile al Theatro Municipal di Rio de Janeiro, e a San Paolo, a Caracas; in Cile a Santiago; in Giappone al NHK Hall di Tokio; in Sudafrica a Pretoria e a Johannesburg.
In molteplici occasioni ha condiviso la scena con Mario Del Monaco, Giuseppe Di Stefano, Plácido Domingo, Luciano Pavarotti, Alfredo Kraus, Gianni Raimondi, Mirella Freni, Fiorenza Cossotto, Katia Ricciarelli.
È stato diretto dai più noti direttori d'orchestra tra i quali: Thomas Schippers, Francesco Molinari Pradelli, Riccardo Muti, Michelangelo Veltri, Giuseppe Patanè, Gianandrea Gavazzeni, Nello Santi, Claudio Abbado, Antonino Votto, Franco Capuana.
Nel 1996 l'artista ha lasciato il mondo operistico ma non il canto dedicandosi all'insegnamento di tecnica vocale a Roma e prendendo parte alle commissioni d'esame nei concorsi di canto.
Sposò il soprano teramano Milena Di Giuseppantonio con cui trascorse gli ultimi anni di vita nel suo paese natale.

## Repertorio
- Rigoletto: Rigoletto
- Nabucco: Nabucco
- Otello: Iago
- La forza del destino: Don Carlo di Vargas
- Aida: Amonasro
- La traviata:  Giorgio Germont
- Un ballo in maschera: Renato
- Il trovatore : Il Conte di Luna
- Macbeth: Macbeth
- Simon Boccanegra: Simon Boccanegra
- Ernani: Don Carlo
- La fanciulla del West: Jack Rance
- Tosca: Scarpia
- La bohème: Marcello
- Cavalleria rusticana: Alfio
- L'amico Fritz: David
- Parisina: Niccolò D'Este
- Pagliacci: Tonio
- Carmen: Escamillo
- Andrea Chénier: Carlo Gérard

## Discografia principale

### Opere
| Anno | Titolo Ruolo                               | Cast                                                             | Direttore             | Etichetta                      |
| ---- | ------------------------------------------ | ---------------------------------------------------------------- | --------------------- | ------------------------------ |
| 1968 | L'amico Fritz David                        | Mirella Freni, Luciano Pavarotti, Laura Didier-Gambardella       | Gianandrea Gavazzeni  | Gramophone                     |
| 1976 | Parisina Niccolò D'Este                    | Michele Molese, Emma Renzi, Mirella Parutto                      | Pierluigi Urbini      | Fiori                          |
|      | Cavalleria rusticana Alfio Pagliacci Tonio | Fiorenza Cossotto, Plácido Domingo, Attilio D'Orazi, Nella Verri | Oliviero De Fabritiis | VAI Video Artist International |
| 1978 | Cavalleria rusticana Alfio Pagliacci Tonio | Plácido Domingo, Ruth Falcon, Leonie Rysanek, Astrid Varnay      | Nello Santi           | Legato Classica                |
|      | Cavalleria rusticana Alfio Pagliacci Tonio | Plácido Domingo, Teresa Stratas, Leonie Rysanek, Astrid Varnay   | Nello Santi           | Orfeo                          |

### Raccolte
- Verdi: 50 Best Verdi, 2013, EMI